# Die Frau mit den Karfunkelsteinen

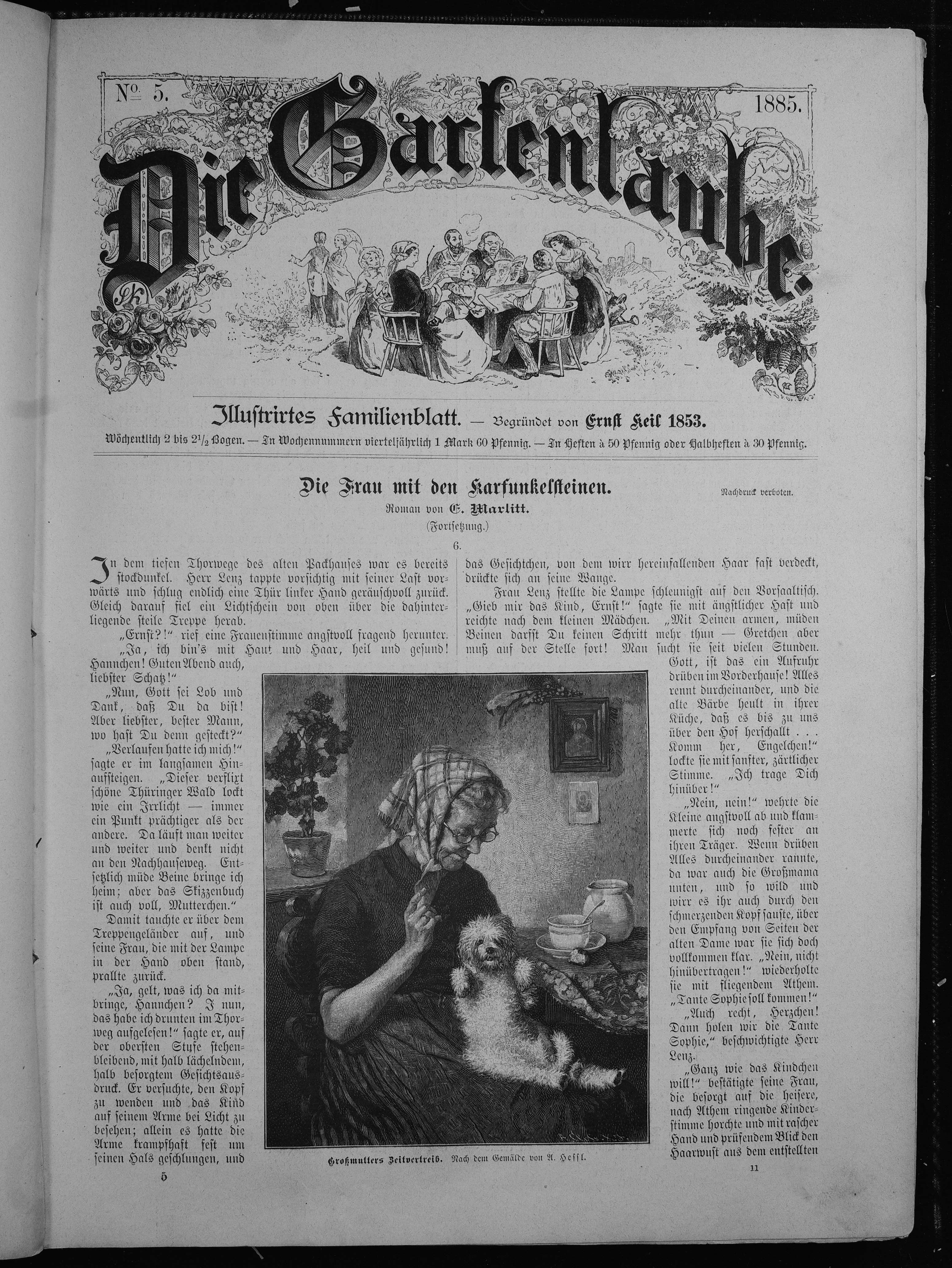
Eine Seite aus der Veröffentlichung in der Gartenlaube.

Die Frau mit den Karfunkelsteinen ist ein Roman (Familiendrama, Schauerroman, Liebesroman), den E. Marlitt 1885 als Fortsetzungsroman in der „Gartenlaube“ veröffentlicht hat. Die Illustrationen stammen von Carl Zopf. Die erste Buchausgabe folgte noch im selben Jahr im Leipziger Gartenlauben-Verlag Ernst Keil.
Der Roman erzählt die Geschichte der jungen Margarete Lamprecht, die nach dem Tode ihres Vaters ein Geheimnis um dessen Person entdeckt und lüftet: nach dem Tode der ersten Frau hatte er, vor aller Welt verborgen, eine weitere Ehe geführt.

## Handlung
Ort der Handlung ist eine unbezeichnete Stadt am Rande des Thüringer Waldes.
Kapitel 1–6. Die Kaufmannsfamilie der Lamprechts ist so wohlhabend und hochangesehen, dass sie die „Thüringer Fugger“ genannt werden. Der Ahnherr Justus Lamprecht hatte seiner Frau Judith auf deren Sterbebett schwören müssen, sich nicht wieder zu verheiraten. Justus war fürs Witwertum aber nicht gemacht gewesen und hatte erneut geheiratet, sein Mündel Dorothea, die er – mit Rubinsternen im Haar – in einem Porträtbild verewigen ließ. Dass die schöne Dore wenig später, 1795, im Kindbett verstarb, wurde als Rache der betrogenen toten Judith gedeutet, und manche haben die „Frau mit den Karfunkelsteinen“ seitdem als Geist durch einen nicht mehr bewohnten Flügel des Familienanwesens spuken sehen.
Knapp ein Jahrhundert später leitet Balduin Lamprecht, Justus‘ Urenkel, das Familienunternehmen, nun eine Porzellanfabrik. Balduin ist Witwer mit zwei jungen Kindern: dem schwächlichen Reinhold und der etwas älteren Margarete, die wegen ihres durchaus nicht damenhaften Eigenwillens und Temperaments die „Wilde Hummel“ genannt wird. Eine Verwandte, Tante Sophie, führt Balduin den Haushalt und ersetzt den Kindern die Mutter. Zum Haushalt gehören darüber hinaus auch die „Amtsrats“: Balduins Schwiegervater und dessen zweite Ehefrau, die ihren Sohn, den Gymnasiasten Herbert, mit in die Ehe gebracht hatte. Herbert und Margarete verbindet ein Neckverhältnis; insbesondere Margarete kann Herbert, der de iure ihr Onkel ist, nicht begegnen, ohne einen gewissen Spott mit ihm zu treiben.
Balduin Lamprecht hatte – genau wie Ahnherr Justus – seiner früh verstorbenen Frau Fanny das fatale Versprechen geben müssen, unverheiratet zu bleiben. Wie Justus hatte auch Balduin sich wieder verliebt, nämlich in Blanka Lenz. Die „Amtsrätin“ hatte dieses Verhältnis hintertrieben und dabei auf das traurige Schicksal der Frau mit den Karfunkelsteinen verwiesen. Tatsächlich jedoch ist Blanka, Tochter eines verarmten Malers, ihr als neue Verwandte bloß nicht vornehm genug. Die Amtsrätin verkehrt nämlich bei Hofe und ist eine durch und durch oberflächliche und dünkelhafte Person. Sie setzt durch, dass Blanka fortgeschickt wird, kann aber nicht verhindern, dass Balduin Blankas Eltern im angrenzenden Packhaus eine Wohnung überlässt und dass Margarete mit der Familie eine innige Freundschaft schließt.
Als Margarete, wie zuvor schon manche Dienstboten, im unbewohnten Nebenflügel des Hauses die Frau mit den Karfunkelsteinen spuken sieht und sich diese Beobachtung auch nicht ausreden lässt, wird sie zur Erziehung in ein Pensionat geschickt.
Kapitel 7–14. Zehn Jahre später. Margarete, nun eine junge Frau, besucht ihr Elternhaus. Nach der Zeit im Pensionat hatte sie einen Verwandten, einen Professor und Historiker, auf dessen archäologische Reisen begleitet. Herbert ist Verwaltungsbeamter und Landrat geworden. Er bringt Heloise von Taubeneck als Besuch ins Haus, die schöne, aber nicht allzu gescheite Nichte des Herzogs. Die Amtsrätin überschlägt sich vor Begeisterung über die Aussicht, dass ihr Sohn eine so interessante Partie machen könnte. Auch für Margarete findet sich ein vornehmer Bewerber, Herr von Billingen-Wackewitz; seinen brieflichen Heiratsantrag weist Margarete jedoch zurück.
Kapitel 15–20. Balduin stirbt unerwartet an einem Schlaganfall. Eine neue Person, mit der Balduin offenbar in engem Verhältnis gestanden hatte, ist Max, der engelhafte, mit einer wundervollen Singstimme begabte kleine Enkelsohn des Ehepaares Lenz, der nun ebenfalls im Packhaus lebt; Blanka ist offenbar verschollen, in welchem Verhältnis sie zu Max steht, ist völlig unklar. Während Reinhold das fremde Kind fernzuhalten versucht, gestattet Herbert ihm ahnungsvoll, vom Verstorbenen Abschied zu nehmen. Diese Vorurteilslosigkeit macht Eindruck auf Margarete, und erstmals kommen die beiden sich näher.
Kapitel 21–27. Nach Balduins Tod übernimmt Reinhold das Unternehmen und führt es bald mit Geschäftssinn und gnadenloser Härte. Alle davon Betroffenen hoffen, dass Balduins Testament eine Überraschung bescheren und Reinhold auf irgendeine Weise entmachten wird. Die letztwillige Verfügung erweist sich dann aber als gänzlich uninteressant und bestätigt Reinhold bloß als Erben. Vater Lenz, der fest auf ein enthüllendes Testament gehofft hatte, zieht nun Herbert ins Vertrauen: Balduin hatte Blanka geliebt und in London geheiratet. Nach der Geburt des gemeinsamen Sohnes, Max, war sie gestorben. Max wurde erst in London, dann in Paris aufgezogen, bis Balduin ihn schließlich ins Packhaus geholt hat. Später wird Margarete auch noch entdecken, dass ihr Vater sich schon vor London im Seitenflügel des Hauses, der durch eine Geheimtür mit dem Dachboden des Packhauses verbunden ist, mit Blanka immer wieder getroffen hatte – daher die „Geistererscheinungen“ in den Fenstern des Seitenflügels.
Reinhold, der sein Erbe bedroht sieht, hält Lenz‘ Enthüllung für eine Lüge, zumal dieser auch keinen Beweis bieten kann. Da schlägt Herbert vor, den Seitenflügel des Lamprechtschen Hauses einmal genauer zu untersuchen. Im Geheimfach eines Schreibtisches finden er und Margarete nicht nur ein Bildnis von Blanka im Rubinschmuck, sondern auch Dokumente, die Balduins Ehe mit Blanka und seine Vaterschaft an Max zweifelsfrei beweisen.
Kapitel 28–29. Margarete, die immer unglücklicher über Herberts vermeintlich bevorstehende Verlobung mit Heloise gewesen ist, offenbart diesem ihre Gefühle. Herbert erklärt ihr seine Liebe und berichtet: Heloise verlobt sich gar nicht mit ihm, sondern mit dem Prinzen von X. Herbert war bei der Anbahnung der Verbindung in geheimer Mission als Vermittler tätig gewesen.

## Publikation, Rezeption und Wirkung
Die Frau mit den Karfunkelsteinen ist das letzte Werk, das die 1887 verstorbene Autorin vollenden konnte. Bei ihrem Tode hinterließ sie das unfertige Manuskript zu einem Roman Das Eulenhaus (1888), das von Wilhelmine Heimburg vollendet wurde.
Neben der deutschen Originalausgabe liegen auch dänische, norwegische, englische und russische Übersetzungen vor.
Zu einer ersten Filmadaption kam es bereits in der Stummfilmzeit: 1917 erschien eine von Georg Victor Mendel für die Nationale Filmgesellschaft inszenierte Version mit Edith Meller, Erich Kaiser-Titz und Olga Engl. 1985 folgte eine von Dagmar Damek fürs ZDF inszenierte Fernsehfassung, in der die Hauptrollen mit Irina Wanka (Margarete), Martin Maria Blau (Herbert), Christian Quadflieg (Balduin) und Agnes Fink (Amtsrätin) besetzt waren.

## Ausgaben (Auswahl)
- Die Frau mit den Karfunkelsteinen. Keil, 1885.
- Damen med karfunklerne. H. L. H. Had, Kopenhagen 1885 (Dänische Ausgabe).
- The Lady With the Rubies. M. A. Donohue, Chicago 1890 (Englische Ausgabe).
- Die Frau mit den Karfunkelsteinen. Das Beste Stuttgart, 2001 (Gebundene Ausgabe).
- Die Frau mit den Karfunkelsteinen. Musaicum Books, 2019, ISBN 978-80-272-5654-9 (Taschenbuchausgabe).